# Kasruk
Kasruk (arab. قصروك) – miasto w Iraku, w muhafazie Niniwa. W 2009 roku liczyło 46 357 mieszkańców.